# 에이드

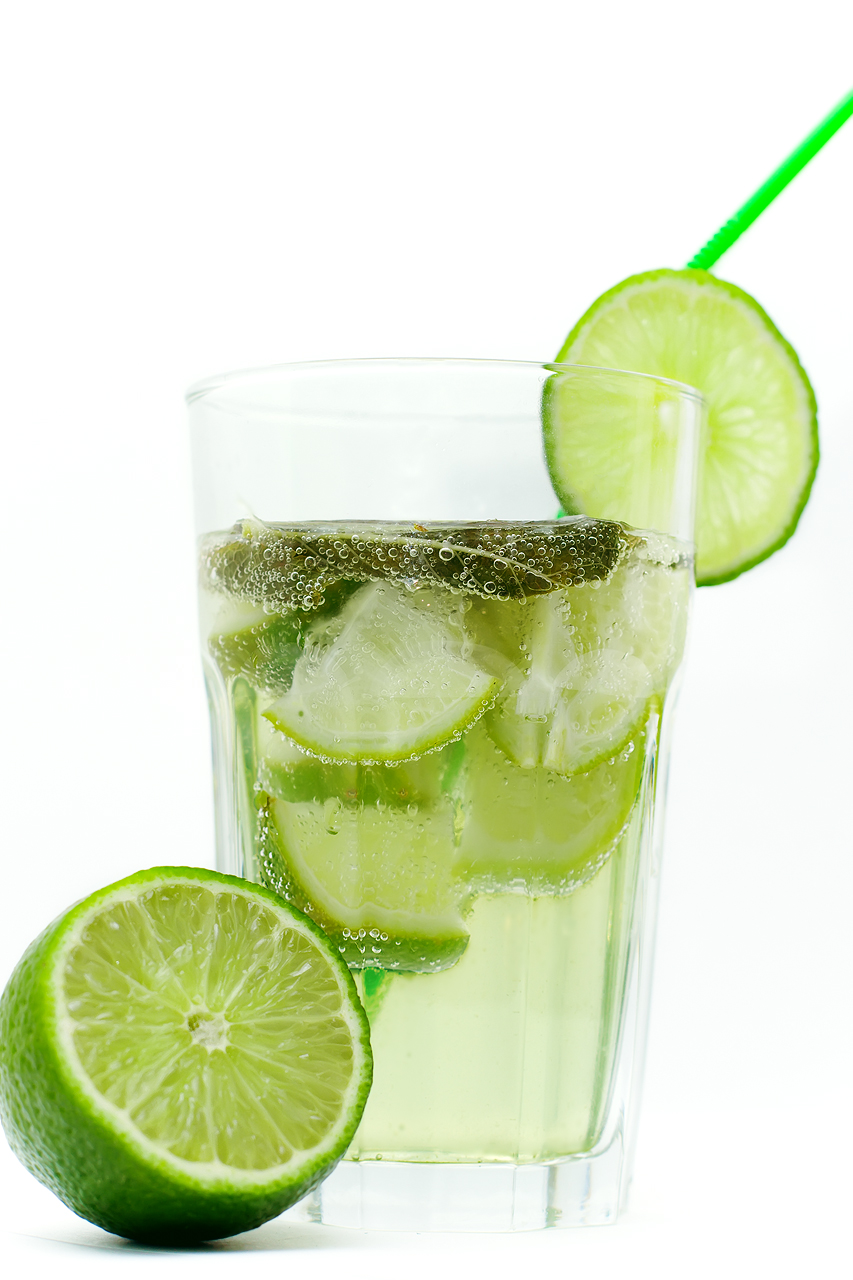
라임에이드

에이드(ade)는 과일향이 나는 음료의 총칭이다. 레모네이드, 키위에이드, 오렌지에이드가 있다.  게토레이드, 파워에이드 등의 스포츠 음료 등 종종 에이드라는 이름을 사용한다.

## 같이 보기
- 청량 음료
- 스쿼시 (음료)